# كبريتات الليثيوم
 كبريتات الليثيوم (أو سلفات الليثيوم) عبارة عن مركب كيميائي له الصيغة Li2SO4، ويكون على شكل بلورات بيضاء.

## التحضير
يحضر كبريتات الليثيوم من تفاعل حمض الكبريتيك مع كربونات الليثيوم 
حسب المعادلة:
{\displaystyle \mathrm {Li_{2}CO_{3}+H_{2}SO_{4}\longrightarrow Li_{2}SO_{4}+H_{2}O+CO_{2}} }

## الخواص
- ينحل كبريتات الليثيوم في الماء بشكل جيد، إلا أن انحلاليته تزداد بانخفاض درجة الحرارة وذلك على العكس من أغلب الأملاح الأخرى. فعلى سبيل المثال ينحل من المركب 35 غ /100 مل ماء عند الدرجة 25°س، في حين ينحل 29.2 غ/ 100 مل ماء عند الدرجة 100 °س.[4]
- توجد بلوراته على شكل أحادي هيدرات، والذي يتحول إلى الشكل الخالي من الماء بالتسخين إلى 130°س.[5]

## الاستخدامات
- يستخدم كبريتات الليثيوم في مجال الاضطرابات العصبية كمهدئ عصبي مثل اضطراب ثنائي القطب.
- يدخل كبريتات الليثيوم في تركيب أنواع خاصة من الزجاج.